# Novia de Cristo

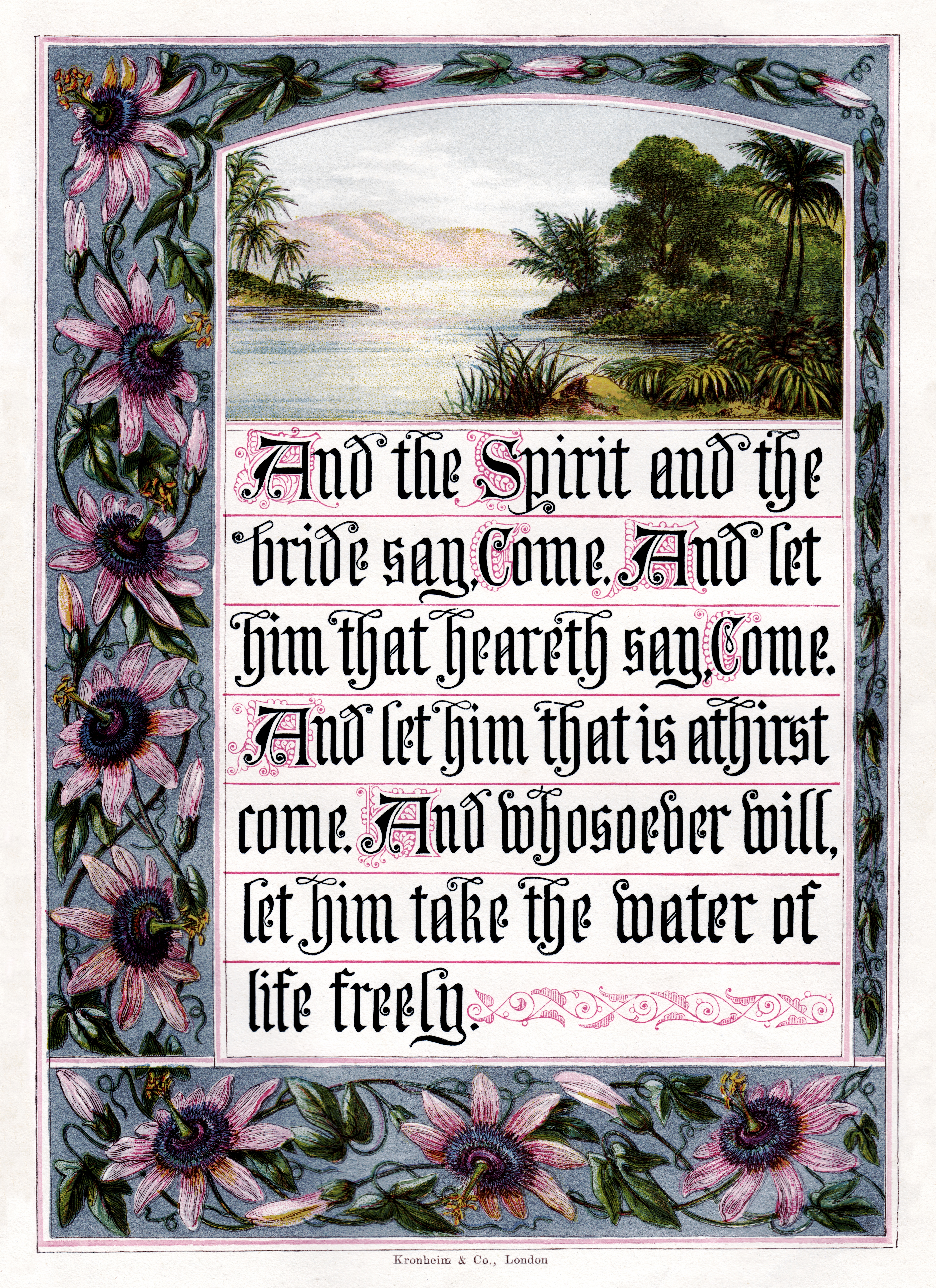
Impresión (método Baxter) del texto del Libro del Apocalipsis 22:17 por Joseph Martin Kronheimde. 1880

La novia, la esposa de Cristo o la esposa del cordero es un término usado en referencia a un grupo de versículos relacionados en la Biblia, en los Evangelios, el Apocalipsis, las Epístolas y versículos relacionados en el Nuevo Testamento. A veces, la novia está implícita al llamar a Jesús novio. Durante más de 1500 años, la Iglesia fue identificada como la novia desposada con Cristo. Sin embargo, hay casos en que la interpretación del uso varía de una iglesia a otra. La mayoría cree que siempre se refiere a la Iglesia.

## Cristo como esposo
En el Evangelio de Juan, Juan el Bautista habla de Jesucristo como el novio y menciona a la novia.

El que tiene la novia es el novio; pero el amigo del novio, que está de pie y lo oye, se alegra grandemente por la voz del novio: así se cumple mi gozo.KJV;NIV1984

Ese es el único lugar en los Evangelios donde se menciona a la novia, pero como un novio debe tener una novia, todas las demás menciones del novio implican a la novia.
En los Evangelios, cuando le preguntan a Jesús por qué sus discípulos no ayunan, pero los seguidores de Juan y los fariseos sí, Jesús responde: 

Y Jesús les dijo: ¿Pueden los amigos del novio ayunar mientras el novio está con ellos? pero vendrán días en que el novio les será quitado, y entonces ayunarán.KJV;NIV1984

En Mateo 9:15, Marcos 2:19 y Lucas 5:34, los Apóstoles son referidos como los amigos, invitados, o hijos dependiendo de la traducción, del Novio comúnmente aceptado como Jesucristo.
El Esposo también se menciona en la Parábola de las diez vírgenes.Mt 25:1-13

"Entonces el reino de los cielos será semejante a diez vírgenes que tomaron sus lámparas y salieron al encuentro del esposo"

.

## Menciones de la novia
El Libro del Apocalipsis menciona repetidamente la aparición de la Novia.

Y yo Juan vi la santa ciudad, la nueva Jerusalén, que descendía del cielo, de Dios, dispuesta como una esposa ataviada para su marido.
... Y vino a mí uno de los siete ángeles que tenían las siete copas llenas de las siete plagas postreras, y habló conmigo, diciendo: Ven acá, te mostraré la esposa, la mujer del cordero. Y me llevó en el espíritu a un monte grande y alto, y me mostró aquella gran ciudad, la santa Jerusalén, que descendía del cielo, de Dios,KJV;NIV1984

En los pasajes anteriores, Juan, el autor del Libro del Apocalipsis, habla de véase la novia revelada y se refiere a ella como la Nueva Jerusalén, mencionada por primera vez en KJV;NIV1984.

Y el Espíritu y la esposa dicen: "Ven". Y el que oye, diga: "Ven". Y el que tenga sed, que venga. Y el que quiera, tome del agua de la vida gratuitamente. NVI1984

Nota - La palabra griega para novia es νύμφη (nymfi o numphe) como en Apocalipsis 21:2, 9, (cf., 18:23; 22:17). Esta palabra, νύμφη , se entiende como "esposa de un hijo", o "nuera", - "novia". Apocalipsis 19:7 que tiene γυνὴ (gune) significa "esposa" o "mujer". El contexto de Apocalipsis 19:7 es el matrimonio por lo que esto debería informar al lector por qué numerosas traducciones de la Biblia son consistentes con el griego al traducir γυνὴ como "novia". El texto proporciona el contexto junto con una comprensión de la cultura. Es una "mujer" prometida que se casa - una novia. Novia es la palabra elegida en traducciones como NVI, NLT, ESV, NASB, ISV, etc., KJV;NIV1984.

## Comparación de la iglesia con una novia
En Efesios 5:22-33, Pablo compara la unión de marido y mujer con la de Cristo y la iglesia. El tema central de toda la carta a los Efesios es la reconciliación de los alienados dentro de la unidad de la iglesia. La Carta a los Efesios en su capítulo 5, comienza llamando a los cristianos a imitar a Dios y a Cristo, que se entregó por ellos con amor.Eph 5:2 Efesios 5:1-21 contiene una advertencia bastante enérgica contra la necedad y el bajar la guardia ante el mal. Más bien, el autor anima a los lectores a dar gracias constantemente con cánticos en el corazón por lo que Dios ha hecho por todos en Cristo. Ese preludio del texto del tema retoma el tema de la sumisión amorosa que comenzó con el ejemplo de Cristo en Ef 5:2: "Sed sumisos unos a otros por respeto a Cristo" Eph 5:21. Esto implica que la "Novia" es el cuerpo de creyentes que componen la Ekklēsia (Iglesia) universal cristiana (lit. "los llamados").
La ekklēsia nunca es llamada explícitamente «la esposa de Cristo» en el Nuevo Testamento. Eso se aborda en KJV. Una analogía importante es la del cuerpo. Así como el esposo y la esposa deben ser "una sola carne",Eph. 5:31 esta analogía para el escritor describe la relación de Cristo y ekklēsia.KJV Se exhortó a los maridos a amar a sus esposas "así como Cristo amó a la ekklēsia y se entregó a sí mismo por ella.Eph. 5:25 Cuando Cristo alimenta y cuida la ekklēsia, alimenta y cuida su propia carne. Así como el esposo, cuando ama a su esposa está amando a su propia carne.5:28  Los miembros de la ekklēsia son "miembros de su propio cuerpo" porque está escrito en KJV "y los dos se convertirán en una sola carne". En  Pablo cita el pasaje del Génesis como lo que se ha llamado una "posdata divina".
Al escribir a la Iglesia de Corinto en la  primera carta, cap 5 Pablo escribe para advertir a la comunidad de los falsos maestros que enseñarían de otro Cristo, y para confesar su preocupación de que crean a alguien que enseña a un falso Cristo, distinto de Cristo Jesús de Nazaret a quien él predicaba; Pablo se refirió a la Iglesia de Corinto como desposada con Cristo. "Porque os celo con celo de Dios, pues os he desposado con un solo esposo, para presentaros como una virgen casta a Cristo. Pero temo que, como la serpiente engañó a Eva con su astucia, así se corrompan vuestras mentes de la simplicidad que hay en Cristo. Porque si el que viene predica a otro Jesús que el que nosotros hemos predicado, o si recibís otro espíritu que el que habéis recibido, u otro evangelio que el que habéis aceptado, bien podéis soportarlo".Cor. 11:2-4 
En el escrito a la Iglesia de Roma, Pablo escribe: "Por lo cual, hermanos míos, también vosotros habéis muerto a la ley por el cuerpo de Cristo; para que os desposéis unos con otros, incluso con aquel que resucitó de los muertos, a fin de que llevemos fruto para Dios" (énfasis añadido). En [ Romanos 5] Pablo parece sugerir que la Iglesia debe estar casada con Jesucristo de Nazaret, que resucitó de entre los muertos.

## Otras interpretaciones

### Las monjas como esposas de Cristo
Aunque la interpretación más comúnmente aceptada de la novia de Cristo es la Iglesia, hay otras interpretaciones poco comunes. Una posible interpretación alternativa es considerar a las monjas como esposas de Cristo, considerando sus votos monásticos como un "matrimonio" con Cristo y el cumplimiento de sus votos como fidelidad a ese esposo divino. Una notable promotora de esa interpretación fue Gertrudis la Grande, una mística cristiana muy influyente del siglo XIII. Se sabe que, junto con su amiga y maestra Matilde de Hackeborn, Gertrudis practicó una espiritualidad llamada "misticismo nupcial", y llegó a verse a sí misma como la Esposa de Cristo.

### San Bernardo de Claraval
San Bernardo de Claraval, en sus sermones sobre el Cantar de los Cantares, interpreta la esposa de Cristo como el alma y la unión de ésta como la unión mística del alma con Cristo.

## Antiguo Testamento
La tradición cristiana más antigua identifica textos de la Biblia hebrea como simbólicos del amor divino a Dios y al pueblo. Los poemas de amor del Cantar de los Cantares y del último profeta  Oseas tienen muchas referencias a una relación íntima y esponsal entre Dios y su pueblo. El profeta Oseas toma nota de su novia en  Oseas, capítulo 2, versículos 16 y siguientes. El tema del amor nupcial es central en el dramático matrimonio de Oseas (Oseas 1:2).